# Kathmandu (huyện)
Kathmandu (काठमाडौं) là một huyện thuộc khu Bagmati, vùng Trung Nepal, Nepal. Huyện này có diện tích 395 km², dân số thời điểm năm 2001 là 1081845 người.